# Mariano de Santiago Cividanes
Mariano de Santiago Cividanes (1880-1946) fue un escritor español.

## Biografía
Nació en 1880 en la localidad abulense de Piedrahíta. Descrito por Cejador y Frauca como «salmantino, discípulo de Gabriel y Galán, poeta sencillo, tierno y sincero», publicó obras como Epistolario de Gabriel y Galán (Madrid, 1918), Leyendas y postales (Madrid, 1918) y Dos juventudes (comedia, Salamanca, 1920). Falleció a finales de marzo de 1946, a la edad de sesenta y cinco años.